# Менеджмент продукту
Менеджмент продукту (управління продуктом) — це сукупність процесів, які виконуються від моменту виявлення потреб суспільства в певному продукті до утилізації виробу після його використання, тобто управління на всіх стадіях життєвого циклу продукту.
Керування продуктом — метод керування, що передбачає створення спеціальних органів, відповідальних за планування, проектування, виробництво і збут певних видів продукції. Характерний для фірм з великим ступенем диверсифікованості.

## Опис продукту
Управління продуктом складається, головним чином, з двох частин: розробці продукту та маркетингу продуктом, які хоч і відрізняються зусиллями на розробку напряму, на меті мають максимізацію доходів від продажу, ринкової ціни компанії та прибутку. Менеджер з управління продуктом часто відповідальний за аналіз ринкових умов та визначення можливостей використання продукту. Управління продуктом охоплює багато видів діяльності від стратегічного до тактичного і варіюється в залежності від організаційної структури компанії. Управління продуктом може виконуватись відокремлено або як частина маркетингової діяльності компанії.
Менеджмент продуктом в основному фокусується на розробці нових продуктів. За даними Асоціації з розробки та менеджментом продуктом (PDMA) головне, що забезпечує успіх та рентабельність продукції — це покращення та диференціація нових продуктів — те, що дає унікальну перевагу та створює цінність для клієнта.

## Розробка продукту
- Визначення можливого нового продукту
- Визначення ринкових потреб
- Визначення вимог до продукції
- Планування розвитку продукту

## Маркетинг продуктом
Маркетинг продуктом передусім являє собою управління життєвим циклом продукту (PLM). За сучасним підходом можна виділити 11 етапів життєвого циклу продукту:
- Маркетинг і вивчення ринку;
- Проектування і розробка продукту;
- Планування й розробка процесів (технологій виробництва, експлуатації тощо);
- Закупівельна діяльність;
- Виробництво або надання послуг;
- Упаковка і зберігання;
- Збут та реалізація;
- Установка і введення в експлуатацію;
- Технічна допомога і обслуговування;
- Сервісне обслуговування;
- Утилізація та переробка в кінці корисного терміну служби.

### Розвиток PLM
Термін «управління життєвим циклом продукту» з'явився як результат майже двадцятирічної еволюції відповідних ринків і технологій. До середини 1990-х рр.. єдиної думки щодо того, що саме слід відносити до категорії інформація про продукт не існувало. Поступово ці дані стали конкретизуватися, як дані про продукт. Саме в цей час з'явився термін «управління даними про продукт» (PDM). В останні роки цей напрямок сформувався і постійно розширюється як за ступенем охоплення, так і за потужністю пропонованих рішень, завдяки чому, власне, і був прийнятий термін PLM. Цей термін нині використовується для опису бізнес-підходів до:
- створення інтелектуального капіталу та інформації, які відносяться до продукту;
- управління цими складовими продукту;
- спрямованому використанню капіталу та інформації протягом усього життєвого циклу продукту.

У ході розвитку PLM змінювалися і підходи до визначення життєвого циклу виробу.

### Застосування PLM
Сфера застосування PLM-систем швидко зростає. Вона інтегрує такі сфери діяльності, в яких використання інтелектуальних активів, пов'язаних з виробом та обмін такими активами забезпечують помітне збільшення цінності. Використання таких систем дає підприємствам можливість виробляти продукцію необхідної якості і забезпечує замовникам і користувачам найкращі переваги в роботі з конкретними видами продуктів. Споріднення PLM з іншими областями приносить нові можливості і відкриває такі сфери, де потенціал пов'язаного з виробом інтелектуального капіталу реалізується всередині розширеного підприємства. Зараз PLM застосовують у таких сферах:
- управління процесом формування ідей
- цифрове виробництво
- аналіз і управління моделюванням
- обслуговування після продажу, включаючи технічне обслуговування, ремонт і експлуатацію
- програми гарантійного обслуговування
- управління вихідними вимогами
- управління портфельними активами
- управління портфелем програм
- управління портфелем продукції
- управління активами в дискретному виробництві
- мехатроніка — управління інтеграцією електронних пристроїв і програмного забезпечення
- проектування систем
- управління технічними характеристиками / рецептурою / номенклатурою.

### Основні завдання PLM
Прийнято виділяти шість основних ключових завдань роботи PLM в рамках ведення продукту від розробки до утилізації:
- управління даними про продукт
- управління життєвим циклом основних засобів
- управління програмами та проектами
- взаємодія підрозділів протягом життєвого циклу продукту
- управління якістю
- охорона навколишнього середовища та праці, виробнича медицина.

#### Управління даними про продукт
Дані про продукт займають значну частину загального обсягу інформації, яка використовується протягом життєвого циклу виробу. На основі цих даних вирішуються завдання виробництва, матеріально-технічного постачання, збуту, експлуатації та ремонту. Як видно з практики, навіть часткове електронне подання скорочує терміни виробництва виробу в півтора рази і призводить до зменшення витрат на 50-80 %.

#### Управління життєвим циклом устаткування
PLM-рішення допомагає підприємствам при плануванні, експлуатації, технічному обслуговуванні і заміні обладнання, забезпечуючи їм можливість досягнення більш високого рівня контролю і точності роботи устаткування. Під управлінням життєвим циклом устаткування розуміється цілий ряд функцій, спрямованих на поліпшення роботи в цілому, забезпечення безперебійного циклу виробництва тощо.

#### Програмно-проектне управління
Дана функціональна сфера надає інформацію для прийняття стратегічного рішення щодо виробленої продукції. Для ефективного управління проект повинен бути добре структурований — розбитий на пов'язані між собою пакети робіт, що дозволяє контролювати бюджет продукту, планувати необхідні потужності, управляти комунікаційними потоками. 

#### Підтримка взаємодії підрозділів
Збільшення ефективності розробки продукту дозволяє значно скоротити його собівартість, і, тим самим, підвищити конкурентоздатність. Тісна інтеграція процесів проектування, виробництва, збуту й обслуговування підвищує ефективність виведення нового продукту на ринок за рахунок забезпечення негайного і безперервного зворотного зв'язку протягом всіх етапів розробки.

#### Управління якістю
Посилення конкуренції призвело до помітного посилення вимог, що висуваються споживачем до якості продукції. Щоб зберегти конкурентоспроможність і вести економічну діяльність без збитків, необхідно застосовувати ефективні та результативні системи контролю якості на всіх етапах життєвого циклу продукту. Цей аспект досить широкий, він включає в себе маркетинг, проектування і розробку технічних умов, матеріально-технічне постачання і закупівлю, розробку виробничих процесів, власне виробництво, контроль випробувань, сертифікацію, монтаж, експлуатацію, технічне обслуговування й утилізацію. PLM-системи допомагають ефективно вирішувати завдання такого роду.
PLM-системи, крім усього іншого, повинні включати в себе компоненти, покликані знизити витрати, мінімізувати ризики і врахувати вимоги регулюючого законодавства, що сприяє збереженню позитивної репутації компанії в очах громадськості, розширює можливості з підвищення кваліфікації персоналу за рахунок підтримки обміну інформацією в рамках всієї організації. Крім того, застосування таких додатків в системі PLM-рішення значно знижує час на заповнення бланків розпоряджень з техніки безпеки.